# Rhabderemia sorokinae
Rhabderemia sorokinae är en svampdjursart som beskrevs av Hooper 1990. Rhabderemia sorokinae ingår i släktet Rhabderemia och familjen Rhabderemiidae.
Artens utbredningsområde är havet kring Australien. Inga underarter finns listade i Catalogue of Life.